# Hanklich

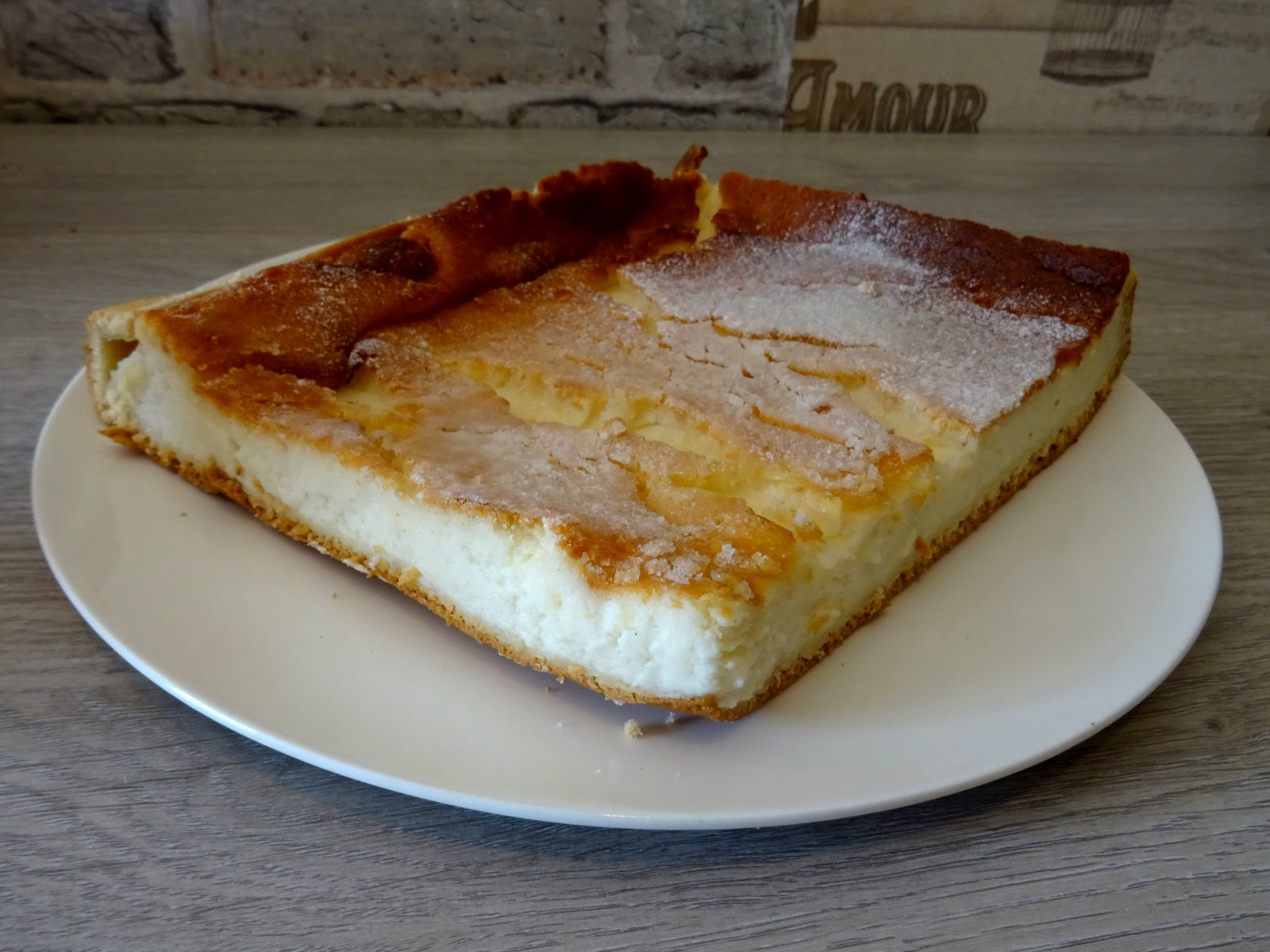
Hanklich aus einer Bäckerei aus Brașov/Kronstadt

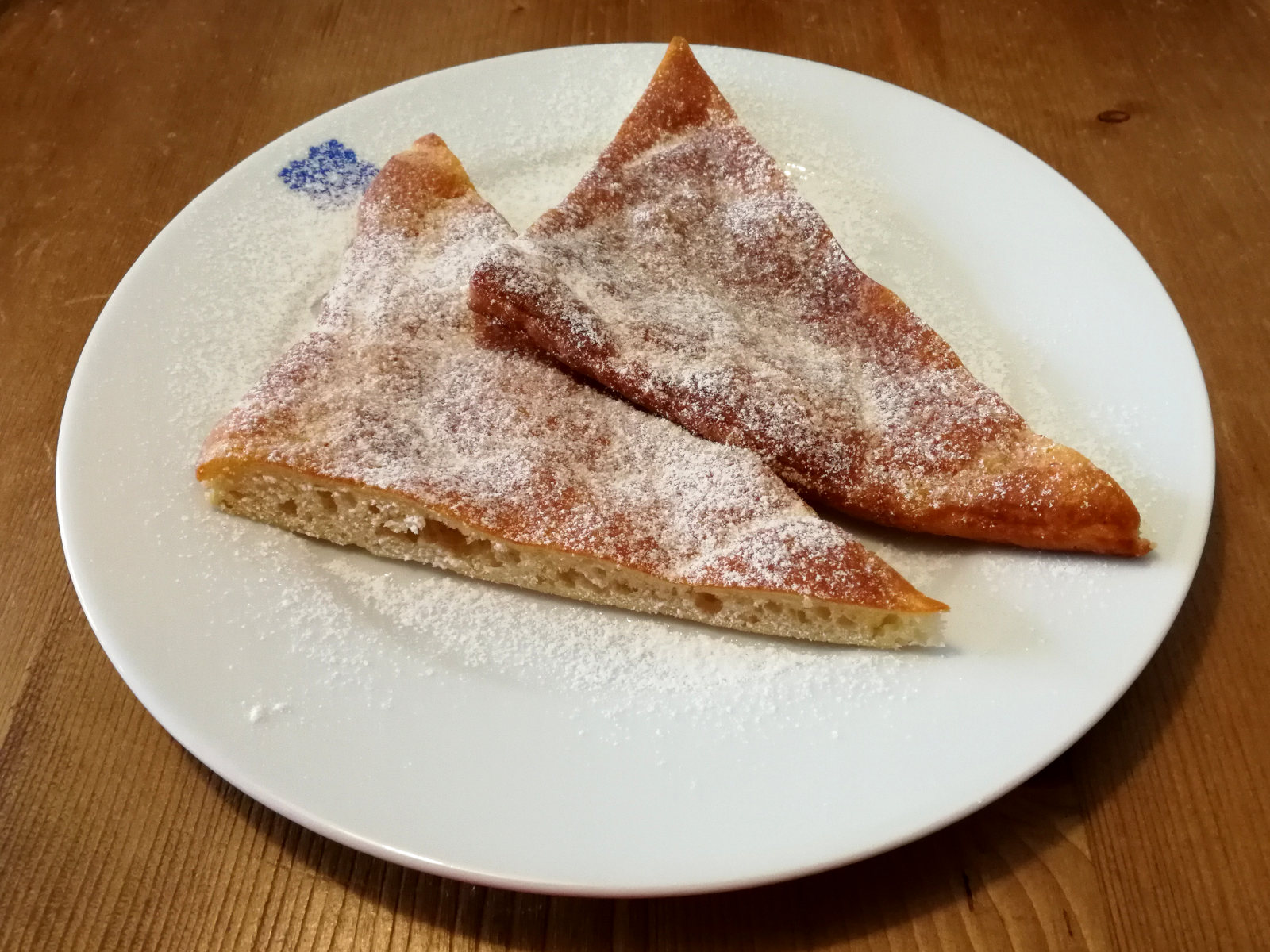
Hanklich aus einem Restaurant aus Sibiu/Hermannstadt

Hanklich (auch Honklich oder Hunklich) ist ein Hefefladen mit einem Butter- oder Rahmguss. Zusammen mit dem Striezel und den Krapfen gehört Hanklich zu den althergebrachten Gebäcken der Siebenbürger Sachsen.

## Wortherkunft
Das Wort Hanklich geht auf Anken (mittelhochdeutsch anke, althochdeutsch anko) zurück, ankelig beschreibt den Buttergeschmack.
Oft wird Hanklich zum Zankapfel unter den Siebenbürger Sachsen. Während die einen auch Grieben-, Kraut- oder Zwiebelhanklich backen, akzeptieren die andern nur Rahm- oder Butterhanklich als echte Hanklich, weil die herzhaften Varianten mit einfachem Brotteig hergestellt werden.

## Geschichte
Hanklich gelangte durch eine Restriktion zu seiner Beliebtheit. Das Hochzeitreglement von Anno 1732 ließ in Siebenbürgen bei den bürgerlichen Hochzeiten „absolute kein ander Confect“ zu als „Obst, Striezel, allerhand Hanklich und allerhöchstens Faschingkrapfen“.
Eine der ersten schriftlichen Erwähnungen eines Butterkuchens mit Rahm-Eierguss befindet sich im Kochbuch Die wol unterwiesene Köchinn, erschienen im Jahr 1697, der damals gebräuchliche Begriff für Hefe war Gescht.
Im 16.–18. Jahrhundert existierten in Siebenbürgen und der Walachei hutterische Bruderhöfe, u. a. in Unterwintz, Gilau bei Klausenburg, Neumarkt, Eibesdorf, Stein, Kreutz und Großwardein. Aufgrund massiver Rekatholisierungsmassnahmen flohen die Hutterer später nach Amerika, wo sie ihre Zuckerhonkelich und Schutenhonkelich immer noch backen.

## Herstellung und Tradition
Vor der großen Auswanderungswelle der Siebenbürger Sachsen aus Siebenbürgen ab dem Jahr 1990, wurde Hanklich traditionell in gewölbten Lehmbacköfen gebacken. Die Backöfen der siebenbürgisch-sächsischen Bauernhöfe befinden sich im Backhaus (Backes) und werden mit Reisig geheizt  (mit „Hitzel gehitzt“ von hitzen, heizen).
Für Hanklich wird nur feines Mehl verwendet. Früher verwahrten die Siebenbürger Sachsen ihr eigenes Weizenmehl von der Mühle in hölzernen Mehltruhen im Dachboden. Unmittelbar vor dem Backen wurde das Mehl zweimal ausgesiebt, erst das Brotmehl, dann das feine Mehl für Hanklich, Krapfen oder Striezel. Der Vorteig wurde mit Zeug angesetzt – eine altertümliche Bezeichnung für Hefe, danach wurde der Teig in großen Holzmulden geknetet. Bei Hochzeiten hob das große Backen im Morgengrauen an, da große Mengen an Hanklich und Striezeln hergestellt werden mussten. Im Sommer wurden die Vorbereitungen aus Platzgründen oft in der kühlen Scheune getroffen. Auf langen Tafeltischen wurde meterweise Hefeteig ausgewalkt und ein Guss (das Geschmiersel) aus Eiern und ausgelassener Butter bzw. Rahm mit den flachen Händen aufgetragen (geschmiert). Diese Schmiertechnik ist erforderlich, weil die Wärme der Handflächen das Festwerden der Butter oder das Verlaufen des Geschmiersels verhindert bis zum Einschießen der Fladen in den vorgeheizten Backofen. Hanklich wird immer diagonal aufgeschnitten, sodass alle Stücke gleich viel Rand haben – wie bei einer Pizza. Am beliebtesten ist ofenwarme Hanklich, oft mit Staubzucker bestäubt.
Heute ist Hanklich immer noch das Traditionsgebäck der Siebenbürger Sachsen in Deutschland oder Österreich und wird meist in modernen Elektroherden gebacken. Rumänen nennen Hanklich „hencleş“, „hencleş săsesc“ oder „lichiu săsesc“.